# Philopota semicincta
Philopota semicincta är en tvåvingeart som beskrevs av Ignaz Rudolph Schiner 1868. Philopota semicincta ingår i släktet Philopota och familjen kulflugor. Inga underarter finns listade i Catalogue of Life.